# Storia dell'Arsenal Football Club (1966-oggi)
La storia dell'Arsenal F.C. dal 1966 a oggi copre il terzo, quarto e quinto periodo di successo della storia del club, compresi tre double, un double di coppa e una vittoria nelle coppe europee.
Dopo la nomina di Bertie Mee come allenatore nel 1966 la squadra si aggiudicò la Coppa delle Fiere, il suo primo trofeo europeo, battendo in finale l'Anderlecht nel 1969-1970 e il suo terzo double campionato-FA Cup nel 1970-1971, prevalendo rispettivamente sul Leeds Utd e sul Liverpool. Di lì a poco la squadra vincitrice dell'accoppiata fu smantellata, così il decennio seguente fu caratterizzato da una serie di cadute sul traguardo: tre sconfitte in altrettante finali di FA Cup (1971-1972 contro il Leeds, 1977-1978 l'Ipswich Town, 1979-80 il West Ham Utd) e la sconfitta nella finale della Coppa delle Coppe 1979-1980 contro il Valencia dopo i tiri di rigore. L'unico successo del club in questo periodo fu la FA Cup 1978-1979, vinta in finale contro il Manchester Utd.
Dopo la stagnazione degli anni ottanta, il ritorno dell'ex calciatore George Graham nelle vesti di allenatore nel 1986 fece da preludio ad un terzo periodo di gloria. L'Arsenal si aggiudicò la Coppa di Lega nel 1986-1987, due titoli nazionali nel 1988-1989 (vinto all'ultima giornata grazie al secondo gol segnato all'ultimo minuto nello scontro diretto contro il Liverpool), e nel 1990-1991 (vinto precedendo sempre i Reds), il double FA Cup-League Cup nel 1992-1993, battendo in entrambe le finali il Sheffield Weds, e un secondo trofeo europeo, la Coppa delle Coppe, nel 1993-1994, superando nell'ultimo atto il Parma campione in carica. Ciononostante la reputazione di Graham fu macchiata quando si scoprì che aveva intascato tangenti sull'acquisto di due giocatori, tanto che l'allenatore fu esonerato nel febbraio del 1995. Il suo posto venne preso dal vice Stewart Houston, che portò la squadra di nuovo in finale di Coppa delle Coppe, da cui i Gunners uscirono sconfitti contro il Real Saragozza.
L'inizio del quinto periodo di successo dell'Arsenal coincise con l'arrivo dell'allenatore Arsène Wenger nel 1996. Sotto la sua gestione l'Arsenal conseguì il secondo double campionato-coppa nel 1997-1998 e la terza accoppiata nel 2001-2002. A queste vittorie si aggiunsero le quattro in Supercoppa di Lega (1998, 1999, 2002, 2004), le due in Coppa d'Inghilterra (2002-2003 e 2004-2005) e il titolo inglese del 2003-2004, ottenuto senza subire sconfitte. Nel 2005-2006 l'Arsenal divenne il primo club di Londra a raggiungere la finale di Champions League, dove fu sconfitto per 2-1 dal Barcellona. Nella stagione seguente l'Arsenal lasciò il proprio stadio storico, Highbury, per il nuovo Emirates Stadium, situato a pochi metri dall'antico impianto. Negli anni seguenti l'Arsenal vinse tre altre Coppe d'Inghilterra (2013-2014, 2014-2015, 2016-2017) e tre altre Supercoppe di Lega (2014, 2015, 2017), prima della fine della gestione di Wenger, dimessosi nel 2018. 

## Il primo double (1966-1976)
Dopo le dimissioni di Billy Wright nell'estate del 1966, l'Arsenal ingaggiò il fisioterapista Bertie Mee come suo successore. La mossa destò sorpresa in alcuni, non ultimo lo stesso Mee, che richiese di poter tornare a ricoprire il suo vecchio ruolo di fisioterapista se non fosse stato in grado di affermarsi come allenatore in 12 mesi. Insieme con l'assistente Dave Sexton, Mee puntò su un approccio più professionistico, promuovendo talenti provenienti dalle giovanili. La squadra juniores dell'Arsenal aveva, infatti, vinto la FA Youth Cup nel 1966 grazie a talentuosi attaccanti come Charlie George, John Radford, Peter Simpson e Ray Kennedy, che furono premiati con il passaggio in prima squadra.
Mee completò l'abilità offensiva della sua squadra con alcuni elementi di maggiore esperienza: il capitano Frank McLintock sul centro-sinistra dirigeva una forte difesa, mentre il roccioso Peter Storey occupava la posizione di centrocampista difensivo. La compagine londinese diede precoci segni di speranza, raggiungendo due finali di League Cup consecutive, nel 1968 e nel 1969. In entrambe le circostanze i Gunners non uscirono dal campo vittoriosi. Nel primo caso fu il Leeds Utd di Don Revie a prevalere per 1-0 in un duro match in cui scarseggiarono le occasioni da gol, l'unico dei quali fu segnato da Terry Cooper.
Anderlecht, Constant Vanden Stock Stadium, 22 aprile 1970
 Anderlecht -  Arsenal 3-1
Marcatori: 25’ Devrindt, 30’, 74’ Mulder, 82’ Kennedy
ANDERLECHT: Trappeniers; Heylens, Cornelis (Peeters), Nordahl, Velkeneers; Kialunda, Desanghere, Devrindt, Puis; Mulder, Van Himst. Allenatore: Sinibaldi.
ARSENAL: Wilson; Storey, McNab, McLintock, Simpson; Kelly, Armstrong, Sammels, Graham; Radford, George (Kennedy). Allenatore: Mee.
Arbitro:  Rudolf Scheurer
Spettatori: 37000
Nel secondo caso l'Arsenal subì un'inopinata e clamorosa sconfitta per 3-1 contro lo Swindon Town, formazione di Third Division. Con otto giocatori colpiti dall'influenza, fatto che aveva portato al rinvio della partita di campionato precedente, l'Arsenal era riuscito a raggiungere solo i tempi supplementari grazie a un errore, sul finale, del portiere avversario, che aveva consentito a Bobby Gould di andare in rete. Nei supplementari l'Arsenal si volse all'attacco, ma Don Rogers segnò una doppietta che lo eliminò. Quella stagione non fu, tuttavia, un disastro totale per l'Arsenal, poiché il quarto posto gli garantì la qualificazione nelle coppe europee per la stagione 1969-70.
L'anno dopo fu la volta della ribalta europea. Il club raccolse il primo alloro in diciassette anni e anche il primo trofeo europeo, la Coppa delle Fiere 1969-70. I Gunners batterono l'Ajax per 3-1 nel risultato complessivo in semifinale e poi furono autori di una nota rimonta contro l'Anderlecht in finale. L'Arsenal era in svantaggio di 3-0 dopo 74 minuti della gara di andata allo Stade Émile Versé, ma Ray Kennedy realizzò, in zona Cesarini, un gol in trasferta che diede speranza alla squadra in vista del ritorno, che si disputò in un Highbury gremito. Sospinti dal capitano Frank McLintock, i londinesi vinsero per 3-0 in virtù dei gol di John Radford, Eddie Kelly e Jon Sammels, ed ebbero la meglio nel risultato complessivo (4-3), vincendo il trofeo.
Nella stessa annata l'Arsenal non era andato oltre il 12º posto in campionato, forse provato dall'impegno sul fronte continentale, non riuscendo in tal modo a combattere per il titolo. Nel 1970-71, però, divenne il secondo club del XX secolo a vincere il double FA Cup-campionato, compiendo l'impresa per la prima volta nella sua storia. Dopo un brillante avvio l'Arsenal subì una pesante sconfitta per 5-0 dallo Stoke City in settembre, disfatta che parve precludere ai londinesi qualsiasi chance di vittoria finale. Il recupero fu, tuttavia, portentoso: con una lunga serie di risultati utili consecutivi (nessun'altra sconfitta fino a gennaio) la squadra ingaggiò una lotta serrata per il titolo con il Leeds United alla fine della stagione.
Londra, Arsenal Stadium, 28 aprile 1970
 Arsenal -  Anderlecht 3-0
Marcatori: 25’ Kelly, 75’ Radford, 86’ Sammels
ARSENAL: Wilson; Storey, McNab, McLintock, Simpson; Kelly, Armstrong, Sammels, Graham; Radford, George. Allenatore: Mee.
ANDERLECHT: Trappeniers; Heylens, Martens, Nordahl, Velkeneers; Kialunda, Desanghere, Devrindt, Puis; Mulder, Van Himst. Allenatore: Sinibaldi.
Arbitro:  Gerhard Kunze
Spettatori: 51 612
Sconfitti per 1-0 dal Leeds in aprile, i ragazzi di Mee si trovarono sotto pressione. Per vincere il campionato grazie alla migliore media gol, all'ultima giornata erano costretti alla vittoria o al pareggio per 0-0 contro i rivali della North London del Tottenham al White Hart Lane. Una rete di Ray Kennedy all'87º minuto portò l'Arsenal in vantaggio e, nonostante i disperati tentativi di pareggio degli Spurs, diede ai Gunners la vittoria e il titolo. Frattanto l'Arsenal aveva raggiunto anche la finale di FA Cup, al termine di una battaglia titanica in semifinale contro lo Stoke. Gli uomini di Mee, in svantaggio per due gol a zero, riuscirono a riequilibrare il punteggio, portando la sfida al replay, dove ottennero una vittoria. In finale, cinque giorni dopo il successo contro il Tottenham, l'Arsenal batté il Liverpool per 2-1 a Wembley. Anche in tal caso passò in svantaggio, questa volta per via di un gol all'inizio dei tempi supplementari, ma la marcatura di Eddie Kelly da distanza ravvicinata al 101º minuto valse l'1-1. Dieci minuti dopo Charlie George segnò la rete della vittoria dal limite dell'area di rigore. Per l'Arsenal fu il primo double.
L'accoppiata campionato-coppa fu il climax iniziale di un decennio, quello seguente, caratterizzato da una sequela di sconfitte per un soffio. Nonostante l'ingaggio del Campione del mondo James Alan Ball per la cifra record (per la società) di 220.000 sterline, l'Arsenal iniziò il 1971-72 in malo modo, perdendo tre partite in agosto, e fu costretto ad inseguire per il resto della stagione, piazzandosi alla fine al quinto posto. Il debutto in Coppa de Campioni iniziò in modo incoraggiante, ma la squadra fu eliminata ai quarti di finale dall'Ajax di Johann Cruyff, poi vincitore del primo di tre titoli europei consecutivi. L'Arsenal si qualificò pure per la finale di FA Cup per il secondo anno di fila. In una riedizione della finale di League Cup del 1968, perse per 1-0 contro il Leeds United, in un brutto match che riservò poche occasioni da rete.
L'Arsenal giunse secondo nella First Division 1972-73, ma di lì a un anno la compagine vincitrice del double si era dissolta e Mee non fu in grado di ricostruire una nuova squadra al suo posto. Il rendimento declinò rapidamente, fino al 16º posto nel 1974-75 e al 17° nel 1975-76, il peggior piazzamento della società in più di quarant'anni, che provocò le dimissioni di Mee. Al suo posto fu ingaggiato l'allenatore del Tottenham Terry Neill, ex giocatore dell'Arsenal, anche se non aveva mai condotto gli Spurs oltre le posizioni di metà classifica. Fu l'allenatore più giovane nella storia dell'Arsenal.

## Le alterne fortune di Neill e Howe (1976-1986)

I Gunners — si riconosce il portiere Pat Jennings (a destra), parte della "pattuglia irlandese" del tempo ad Highbury — salutano i propri tifosi in trasferta al Comunale di Torino, al termine della vittoriosa semifinale di ritorno della Coppa delle Coppe 1979-80 contro la (0-1), risolta da un gol di Paul Vaessen a 3' dal fischio finale.

Sotto la gestione Neill l'Arsenal si risollevò fino alla prima metà della classifica, in parte trascinato dalla rivelazione del talento irlandese Liam Brady. Egli apparteneva ad un folto contingente irlandese del club di Highbury, di cui facevano parte pure Pat Rice, Frank Stapleton, Pat Jennings e il giovane David O'Leary. In seguito si sarebbero aggiunti a questo gruppo gli esperti Malcolm Macdonald e Alan Hudson, senza contare il ritorno di Don Howe, che faceva parte dello staff all'epoca della vittoria del double, all'organizzazione tecnica.
Malgrado l'impossibilità di contrastare il dominio del Liverpool, che all'epoca monopolizzava il primo posto del campionato, verso la fine del decennio l'Arsenal diede prova di forza in FA Cup. Raggiunse, infatti, tre finali di fila, nel 1978, 1979 e 1980, ma ne vinse soltanto una, quella del 1979 contro il Manchester Utd. Illuminato dalla stella di Brady, l'Arsenal si portò sul 2-0 con reti di Brian Talbot e Frank Stapleton e pareva avviato verso il successo. A cinque minuti dal termine lo United segnò, però, due gol in rapida successione, pareggiando. Quando i supplementari incombevano, nei minuti di recupero Alan Sunderland trasformò in rete il cross di Graham Rix, sancendo la vittoria dei Gunners per 3-2.
L'Arsenal, poi, disputò la finale di Community Shield contro il Liverpool, venendo però sconfitto per 1-0.
Nella stagione 1979-1980 conobbe un epilogo amaro per l'Arsenal. La squadra giocò un totale di 70 partite (primato) e raggiunse due finali di coppa, ma finì la stagione senza trofei. Favorita nell'incontro con il West Ham Utd, compagine di Second Division, nella finale di FA Cup, la società londinese perse per 1-0 (la rete fu di Trevor Brooking su colpo di testa). Nel frattempo si era qualificata anche per la finale di Coppa delle Coppe contro il Valencia, grazie al gol allo scadere di Paul Vaessen contro la Juventus in semifinale. La finale finì a reti bianche e l'Arsenal perse ai tiri di rigore, per via degli errori dal dischetto di Brady e Rix.
Bruxelles, Stadio Heysel, 14 maggio 1980
 Valencia -  Arsenal 0-0, 5-4 (cdr)
Rigori: Arias, Bonhof, Hollins, Castellanos, Talbot, Rodríguez, Sunderland, Solsona, Stapleton
VALENCIA: Pereira; Carrette, Botubot, Arias, Tendillo; Solsona, Saura, Bonhof, Subirats (Castellanos); Kempes, Rodríguez. Allenatore: Di Stéfano.
ARSENAL: Jennings; Rice, Nelson, O'Leary, Young; Rix, Talbot, Price (Hollins), Brady; Sunderland, Stapleton. Allenatore: Neill.
Arbitro:  Vojtech Christov
Spettatori: 40 000
Con il trasferimento di Liam Brady, che lasciò l'Arsenal per la Juventus nell'estate del 1980, per il club si aprì un altro periodo infruttuoso. La squadra continuò a piazzarsi tra le prime quattro della classifica nei primi anni Ottanta, ma non fu mai capace di competere per il titolo né di recuperare la forma passata in FA Cup. La migliore stagione fu il 1982-1983, quando la formazione di Londra disputò entrambe le semifinali di coppa, perdendo in ambedue le circostanze contro il Manchester United.
Neill faticò per controllare la sua squadra. Durante la sua gestione ebbe dissapori con molti giocatori (tra cui Hudson e Macdonald) e non fu in grado di contenere il vizio dell'alcool diffuso tra i calciatori. Altri nuovi acquisti come Charlie Nicholas non lasciarono traccia sensibile e Neill fu sollevato dall'incarico nel dicembre 1983 dopo un insoddisfacente avvio nella stagione 1983-1984, nel corso del quale vi fu una sorprendente sconfitta in League Cup contro un club di Third Division, il Walsall.
Don Howe, l'assistente di Neill, gli successe, ma neppure lui riuscì ad andare vicino alla conquista di qualche trofeo. Pur riuscendo a piazzarsi al sesto posto e al settimo posto in due stagioni, la squadra non lottò mai per il titolo e fu eliminata in malo modo dalla FA Cup 1984-1985 dallo York City, club di Third Division. Il malcontento tra i tifosi si stava ormai trasformando in progressiva disillusione, tanto che le prestazioni deludenti della squadra fecero calare l'affluenza media allo stadio sotto i 20.000 spettatori. Nel marzo 1986, dopo i primi contatti con l'allenatore del Barcellona Terry Venables, Howe si dimise.

## L'era George Graham (1986-1995)
Nell'estate del 1986 al posto di Howe fu ingaggiato l'allenatore del Millwall George Graham, ex calciatore dell'Arsenal. Fu l'inizio di una nuova epoca di successi ad Highbury. Graham sfoltì l'organico con la cessione di gran parte della vecchia guardia, rimpiazzandola con nuovi acquisti e giovani provenienti dal vivaio, e impose una disciplina più ferrea rispetto ai predecessori, sia nello spogliatoio che sul campo. Il rendimento dell'Arsenal migliorò immediatamente, tanto che la squadra tornò in vetta della classifica del campionato a Natale 1986, in occasione del centenario del club, dopo dieci anni.
La prima stagione di Graham fu archiviata con un quarto posto e fu impreziosita dalla vittoria della League Cup, a coronamento di un percorso pieno di rimonte. In semifinale i Gunners affrontarono il Tottenham Hotspur. Dopo aver rimediato una sconfitta per 1-0 ad Highbury nella gara di andata, passarono in svantaggio anche nella sfida del White Hart Lane, ma nel secondo tempo i gol di Viv Anderson e Niall Quinn portarono il punteggio complessivo delle due sfide sul 2-2. Al replay gli Spurs si portarono sull'1-0, ma l'Arsenal rimontò con due gol nel finale di Ian Allinson e David Rocastle e passò il turno. La finale mise di fronte la squadra di Graham e il Liverpool. La rete di Ian Rush per il Liverpool fu resa vana da una doppietta di Charlie Nicholas, che valsero all'Arsenal il primo trofeo di League Cup della sua storia.
Anche se nella stagione seguente la League Cup fu persa in finale (sorprendente sconfitta per 3-2 contro il Luton Town), il rendimento in campionato conobbe netti miglioramenti. La solidità difensiva dell'Arsenal di Graham era incarnata dal giovane capitano Tony Adams, il quale, insieme a Lee Dixon, Steve Bould e Nigel Winterburn formò la base della difesa del club per oltre un decennio. Contrariamente a un'opinione diffusa, però, l'Arsenal di Graham non era una squadra puramente difensivista. Lo stesso allenatore seppe, infatti, valorizzare abili centrocampisti come David Rocastle, Michael Thomas e Paul Merson e l'attaccante Alan Martin Smith, la cui prolifica vena realizzativa gli consentiva di realizzare più di 20 gol a stagione.

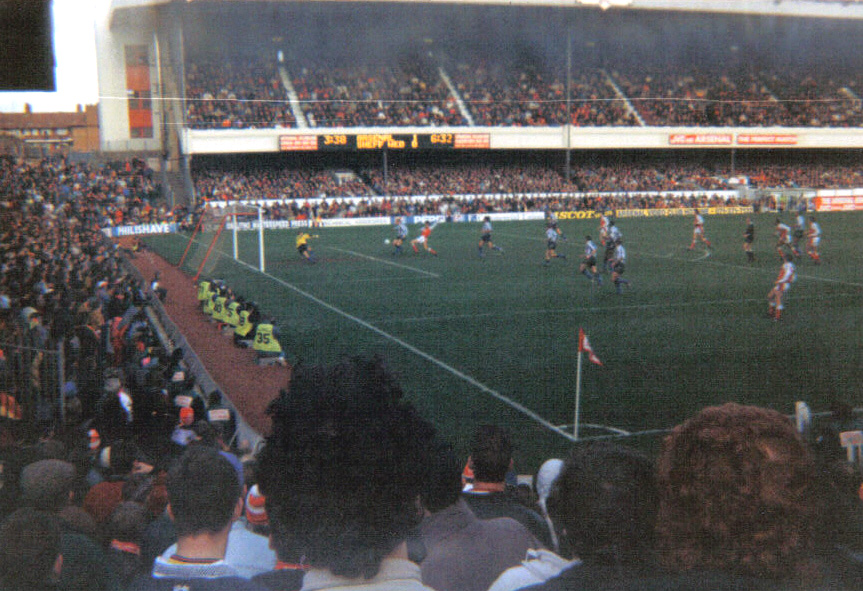
Alan Martin Smith in attacco nella partita tra Arsenal e ad Highbury, nel 1992; l'Arsenal vinse 7-1.

Alla fine della terza stagione di Graham (1988-89) la squadra si aggiudicò il primo titolo di campione d'Inghilterra dal 1971, in un campionato dall'epilogo palpitante. Dopo aver condotto la graduatoria della League da Natale in poi, l'Arsenal fu superato dal Liverpool a causa della sconfitta contro il Derby County e del pareggio interno contro il Wimbledon FC in maggio. A quel punto parve che l'Arsenal avesse gettato alle ortiche il titolo, ma l'ultima giornata, giocata il 26 maggio, proponeva lo scontro diretto contro il Liverpool ad Anfield. I Gunners avevano bisogno di una vittoria con due gol di scarto per conquistare il campionato; il Liverpool aveva già vinto la FA Cup e si presentava come favorito per completare il double. Nei primi minuti di gioco del secondo tempo l'Arsenal si portò in vantaggio con Alan Smith, ma poi faticò a segnare il secondo gol: con il passare dei minuti le possibilità di ribaltare l'esito dell'incontro diminuivano. Quando il cronometro segnava già il 92º minuto, a pochi secondi dalla fine, un passaggio filtrante di Smith raggiunse Michael Thomas, che si era riversato nell'area avversaria. Il giovane centrocampista, palla al piede, si presentò da solo davanti al portiere del Liverpool Bruce Grobbelaar e depositò il pallone in rete, decretando il successo dell'Arsenal.
Dopo la vittoria del Campionato, a 10 anni dall'ultima volta, l'Arsenal disputò nuovamente la finale di Community Shield, che come 10 anni prima lo vedeva nuovamente opposto al Liverpool. Anche in questo caso, i "Gunners" furono sconfitti per 1-0.
L'Arsenal non riuscì a confermarsi campione nell'annata successiva. Si piazzò, infatti, quarto nel 1989-90, dietro a Liverpool, Aston Villa e Tottenham Hotspur e fallì anche nelle coppe. Inoltre la squalifica dalle competizioni europee imposta dall'UEFA ai club inglesi per via della strage dell'Heysel era ancora attiva, quindi i Gunners non poterono rappresentare l'Inghilterra nelle coppe continentali.
Graham cercò di potenziare l'organico a sua disposizione ingaggiando il portiere David Seaman e l'ala svedese Anders Limpar. Entrambi si rivelarono decisivi per le sorti della compagine londinese, che tornò a festeggiare il titolo nel 1990-91, malgrado due problemi di seria entità: la penalizzazione di due punti nell'ottobre 1990 (dieci giocatori dell'Arsenal erano stati coinvolti in una rissa con i calciatori del Manchester United all'Old Trafford) e la condanna a quattro mesi di prigione per il capitano Tony Adams per guida in stato di ebbrezza a dicembre. La marcia dell'Arsenal verso il titolo fu comunque poderosa: solo una sconfitta in campionato e sette punti di vantaggio sulla seconda. Al successo si aggiunse la semifinale di FA Cup, persa contro il Tottenham Hotspur. Dopo un quarto d'ora gli Spurs infatti erano già in vantaggio di due reti grazie a Paul Gascoigne su calcio di punizione da 27 metri dopo cinque minuti di gioco e a una rete in mischia di Gary Lineker. Il Tottenham alla fine vinse per 3-1 in casa, interrompendo il percorso dei rivali verso il double.
Quello stesso anno, l'Arsenal dovette nuovamente affrontare i rivali del Tottenham, questa volta in Community Shield. La sfida si concluse sullo 0-0, così le due società condivisero la coppa.
Copenaghen, Parken Stadium, 4 maggio 1994
 Arsenal -  Parma 1-0
Marcatori: 20’ Smith
ARSENAL: Seaman; Dixon, Winterburn, Adams, Bould; Davis, Morrow, Merson (McGoldrick), Selley; Campbell, Smith. Allenatore: Graham.
PARMA: Bucci; Benarrivo, Di Chiara, Apolloni, Sensini; Minotti, Pin (Melli), Crippa; Brolin, Zola, Asprilla. Allenatore: Scala.
Arbitro:  Václav Krondl
Spettatori: 33 765
Il 1991-92 vide l'arrivo dell'attaccante, e futuro secondo miglior marcatore di sempre del club, Ian Wright dal Crystal Palace in ottobre e lo storico ritorno del club in Coppa dei Campioni (non accadeva dal 1971-72). La campagna europea andò male: l'Arsenal fu eliminato dal Benfica nel secondo turno e fu costretto a rinunciare ai guadagni derivanti dalla partecipazione alla fase a gruppi. La stagione, già negativa, peggiorò quando l'Arsenal fu estromesso dalla FA Cup per mano del Wrexham, anche se poi si riprese e finì quarto in campionato.
Al termine di questa stagione Graham modificò la tattica, adottando un modulo più difensivo e contenendo le spinte offensive della sua formazione, che dipendeva principalmente dai gol di Wright. Dal 1986-87 al 1991-92 l'Arsenal fece registrare una media-gol stagionale di 66 marcature in campionato (furono 81 nel 1991-92), ma nel 1992-93 e nel 1994-95 il dato si abbassò a 48. Nel dettaglio le reti segnate furono 40 nel 1992-93, quando la squadra si classificò decima nella stagione inaugurale della FA Premier League, segnando meno reti di tutti in massima divisione.
Il rendimento dell'Arsenal nelle coppe fu senz'altro migliore rispetto a quello in campionato e nel 1992-93 il club londinese divenne il primo a riuscire nell'impresa di aggiudicarsi l'accoppiata FA Cup-League Cup. Nella finale di League Cup l'Arsenal affrontò Sheffield Wednesday. Ispirato da Merson, l'Arsenal recuperò lo svantaggio iniziale e vinse 2-1 grazie a un gol di Steve Morrow. In FA Cup batté gli Spurs per 1-0 in semifinale (riscattando la sconfitta del 1991) e in finale se la vide nuovamente con lo Sheffield Wednesday. L'incontro finì 1-1 e andò al replay, dove Wright condusse l'Arsenal sull'1-0, prima del pareggio di Chris Waddle. I tempi supplementari non si sbloccarono fino al centoventesimo minuto, quando Andy Linighan, con un preciso colpo di testa su calcio d'angolo, marcò la rete che consentì ai Gunners di vincere partita e double.
L'Arsenal ebbe poi la possibilità di realizzare un clamoroso treble di trofei nazionali con la finale di Community Shield, disputata a Londra il 7 agosto contro il Manchester United. Nei minuti regolamentari, lo United si portò in vantaggio con Mark Hughes dopo 8', ma l'Arsenal riuscì a pareggiare al 40' grazie a Ian Wright. Il match si decise ai calci di rigore, e fu vinto dal Manchester per 5-4 dopo gli errori dal dischetto di Wright e Seaman.

David Seaman, primatista di presenze tra i portieri dell'Arsenal, respinge il decisivo penalty del sampdoriano Lombardo e porta i londinesi in finale di Coppa delle Coppe 1994-95.

Nel 1993-94 l'Arsenal mise in bacheca il suo secondo trofeo europeo. Pur dovendo fare a meno di giocatori chiave (John Jensen e Martin Keown erano infortunati, Ian Wright squalificato), ebbe, infatti, la meglio sul favorito Parma, detentore del trofeo, per 1-0 nella finale della Coppa delle Coppe a Copenaghen, grazie a un'attenta partita difensiva e al gol di Alan Smith (sinistro al volo) al ventunesimo di gioco. La Coppa delle Coppe del 1994 fu l'ultimo trofeo vinto sotto la gestione di George Graham. Nel febbraio 1995 lo scozzese fu esonerato dopo quasi nove anni, quando si scoprì che aveva accettato una tangente di 425.000 sterline dall'agente norvegese Rune Hauge dopo l'acquisizione dell'Arsenal da parte di John Jensen, uno dei clienti di Hauge, nel 1992.

## Bruce Rioch: l'interregno (1995-1996)
Il vice Stewart Houston assunse le redini della squadra fino alla fine della stagione 1994-95. L'Arsenal terminò il torneo al 12º posto nella Premiership (ad oggi il peggiore piazzamento del club nella Premier League), ma raggiunse ancora la finale della Coppa delle Coppe, dopo una palpitante semifinale contro la Sampdoria: 5-5 tra andata e ritorno e incontro deciso ai tiri di rigore. L'Arsenal affrontò nell'atto conclusivo il Real Saragozza, che con Esnáider si portò in vantaggio. Il pareggio inglese fu di John Hartson. La partita pareva destinata a concludersi con il risultato di 1-1, ma all'ultimo minuto dei supplementari il centrocampista Nayim scoccò un tiro dai 35 metri. David Seaman, grande protagonista per l'Arsenal durante i rigori della semifinale, non riuscì a rientrare in porta rapidamente e toccò soltanto il pallone prima che terminasse in fondo alla rete.
Nel giugno 1995 l'Arsenal ingaggiò l'allenatore Bruce Rioch, che aveva appena guidato il Bolton alla finale di League Cup e alla promozione in massima serie. L'acquisto dell'attaccante olandese Dennis Bergkamp dall'Inter per 7,5 milioni di sterline (record per il calcio inglese) si rivelò una mossa azzeccata: la nuova punta formò un valido tandem con Ian Wright e fu tra i fattori che permisero all'Arsenal di raggiungere la semifinale di League Cup e il quinto posto in Premiership alla fine della stagione 1995-96. Il piazzamento garantì al club l'accesso alla Coppa UEFA e alimentò nei tifosi la speranza di vedere la squadra lottare per il titolo nell'annata successiva.
Parigi, Parco dei Principi, 10 maggio 1995
 Arsenal -  Real Saragozza 1-2 (dts)
Marcatori: 68’ Esnáider, 77’ Hartson, 120’ Nayim
ARSENAL: Seaman; Dixon, Winterburn (Morrow), Adams, Linighan, Keown (Hillier); Schwarz, Merson, Parlour; Wright, Hartson. Allenatore: Houston.
REAL SARAGOZZA: Cedrún; Belsúe, Cáceres, Solana, Aguado; Aragón, Nayim, Pardeza, Higuera (Sanjuán), (Geli), Poyet; Esnáider. Allenatore: Fernández.
Arbitro:  Piero Ceccarini
Spettatori: 43 000
L'era Rioch, tuttavia, si chiuse bruscamente nell'agosto 1996, poco prima dell'inizio della nuova stagione agonistica. Rioch fu sollevato dall'incarico dopo una discussione con la dirigenza sulle somme da investire nella campagna-acquisti, disputa che tenne l'ambiente in subbuglio per due mesi. Fu ancora una volta Stewart Houston a prendere temporaneamente il controllo della squadra, ma un mese dopo si dimise per accordarsi con il QPR. Fu allora il momento di Pat Rice, allenatore delle giovanili, che venne rimpiazzato dal francese Arsène Wenger alla fine di settembre.

## L'avvento di Wenger e il dominio nazionale (1996-2003)
La gestione Wenger portò con sé notevoli miglioramenti. Nel 1996-97 arrivò il terzo posto e la qualificazione in Coppa UEFA, solo perché una differenza reti sfavorevole aveva impedito ai Gunners di giungere secondi e di qualificarsi in Champions League. Wenger ricostruì l'organico dell'Arsenal innestandovi un gruppo di giocatori francesi apparentemente sconosciuti nel Regno Unito. A Patrick Vieira, messo sotto contratto su sollecitazione di Wenger già prima che questi assumesse ufficialmente la guida tecnica, si aggiunsero Nicolas Anelka ed Emmanuel Petit, oltre all'ala olandese Marc Overmars nell'estate del 1997. Wenger forgiò la squadra aggregando i nuovi acquisti alla "vecchia guardia" composta da Adams, Dixon, Winterburn, Keown e Bould, e mantenne Pat Rice nel ruolo di vice.

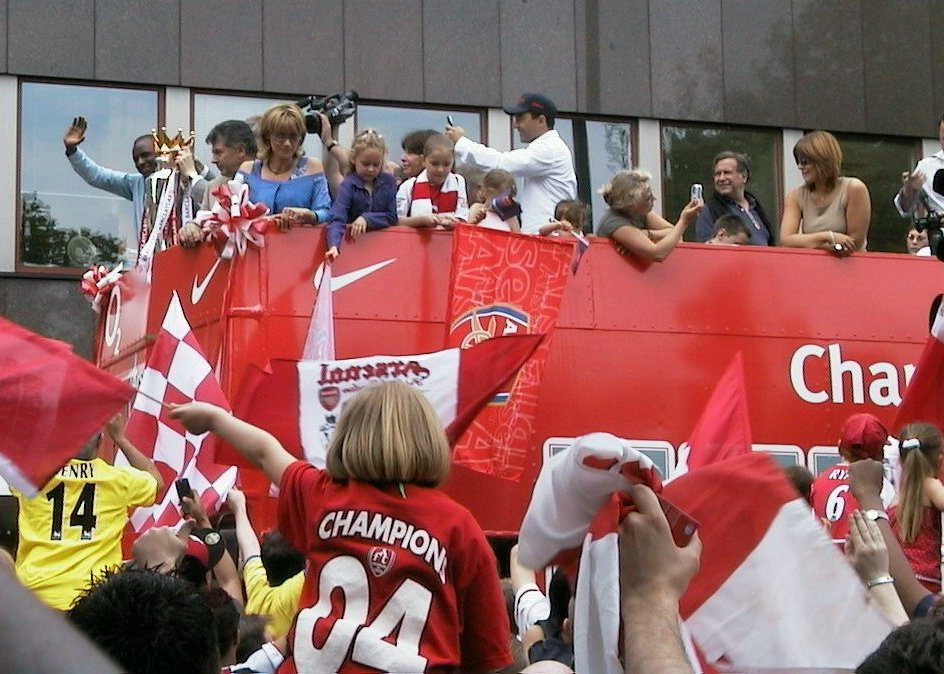
Giocatori e tifosi dell'Arsenal celebrano la vittoria della Premier League nel 2004 con una parata su un bus scoperto

Wenger ottenne il suo primo trofeo e divenne il primo allenatore straniero a vincere il titolo inglese nell'annata seguente, quando traghettò la squadra verso il secondo double della sua storia. A dicembre, a dire il vero, l'Arsenal sembrava fuori dalla battaglia per il titolo dopo aver perso per 3-1 a casa contro il Blackburn, ma il divario di dodici punti dalla capolista Manchester United fu appianato del tutto e il 3 maggio la vittoria casalinga per 4-0 contro l'Everton permise ai londinesi di festeggiare con due giornate di anticipo rispetto alla fine del campionato. Il 16 maggio l'Arsenal sconfisse il Newcastle United per 2-0 nella finale di FA Cup, centrando il double. A suggello di una stagione ricca di soddisfazioni, Ian Wright batté il primato di gol in campionato di Cliff Bastin, mandando agli archivi 185 gol realizzati con la maglia dell'Arsenal, prima di lasciare il club nell'estate del 1998.
Il 9 agosto 1998 si disputò a Londra la finale di Community Shield tra Arsenal e Manchester United. Riprendendosi una rivincita sullo United rispetto ad alcuni anni prima, i Gunners travolsero l'avversario per 3-0, grazie alle marcature di Overmars, Wreh e Anelka, ottenendo così la loro nona supercoppa inglese e centrando un prestigioso treble.
Malgrado l'arrivo dello svedese Fredrik Ljungberg nel 1998 e del francese Thierry Henry e del croato Davor Šuker un anno dopo, gli anni a venire furono per l'Arsenal avari di successi, anche se la squadra mancò sempre per un soffio l'obiettivo. Per la maggior parte della stagione 1998-99 condusse la classifica, ma la sconfitta di misura subita in casa del Leeds United aprì la strada al sorpasso del Manchester United. All'ultimo turno a nulla valse per l'Arsenal la vittoria sull'Aston Villa: il Manchester United, sconfiggendo gli Spurs, si aggiudicò il titolo. Perse poi l'ultimo replay di semifinale di FA Cup mai disputato ancora contro il Manchester United. Nel corso di quella partita Dennis Bergkamp fallì un calcio di rigore, mentre nei supplementari Ryan Giggs, dopo uno slalom in velocità tra i difensori avversari, realizzò il gol della vittoria. Nemmeno il ritorno in Champions League dopo sette anni fu positivo, perché coincise con un'eliminazione già nella fase a gironi. Ciò nonostante, il 1º agosto l'Arsenal vinse la Community Shield, per il secondo anno consecutivo contro il Manchester United. Questa volta fu solo per 2-1 (reti di Kanu e Parlour), permettendo comunque ai londinesi di vincere il trofeo per la decima volta.
L'Arsenal si classificò ancora secondo nel 1999-2000. Questa volta non ci fu, in realtà, nessuna contesa, come spiegano i 18 punti di distacco dell'Arsenal dalla capolista Manchester United. L'Arsenal visse poi un altro negativo cammino in Champions League, sebbene il terzo posto nel girone valse alla compagine di Wenger la consolazione dell'ingresso in Coppa UEFA. Ai londinesi riuscì anche l'accesso in finale, ma la coincidenza del luogo della vittoriosa finale del 1994 (Copenaghen) non servì ad avere ragione del Galatasaray. La partita, poco entusiasmante, si risolse in un pareggio a reti bianche e proseguì con i tiri di rigore. Gli errori dagli undici metri di Davor Šuker e Patrick Vieira furono fatali per gli inglesi.
Copenaghen, Parken Stadium, 17 maggio 2000
 Galatasaray -  Arsenal 0-0, 4-1 (cdr)
Rigori: Penbe, Şükür, Parlour, Davala, Popescu
GALATASARAY: Taffarel; Capone, Korkmaz, Popescu, Penbe; Davala, Kaya (Yıldırım), Hagi, Buruk (Ünsal); Erdem (Şaş), Şükür. Allenatore: Terim.
ARSENAL: Seaman; Dixon, Keown, Adams, Sylvinho; Parlour, Petit, Vieira, Overmars (Šuker); Bergkamp (Kanu) Henry. Allenatore: Wenger.
Arbitro:  Antonio López Nieto
Spettatori: 38 919
Il campionato 2000-01 fu rivinto dal Manchester United, che distanziò l'Arsenal, secondo, di dieci punti. La competizione per il titolo rimase viva sino a febbraio, quando l'Arsenal uscì battuto per 6-1 dall'Old Trafford. La priorità fu data, dunque, alle coppe europee e nazionali. Superato il Tottenham Hotspur nella semifinale di FA Cup, gli uomini di Wenger incontrarono il Liverpool nella finale del Millennium Stadium di Cardiff. Dopo aver dominato per la maggior parte della partita ed essersi visto sventare irregolarmente un gol da un tocco di mano di Stéphane Henchoz, l'Arsenal riuscì a passare in vantaggio con Ljungberg, ma due gol nel finale di gara di Michael Owen fissarono il punteggio sul 2-1. In Europa l'Arsenal raccolse il suo miglior piazzamento in Champions League (quarti di finale) dal 1972 e fu dal eliminato Valencia, poi finalista, per la regola dei gol fuori casa.
Frattanto Wenger si era visto costretto a ricostruire gran parte la squadra che aveva vinto il double nel 1998. Se Anelka, Overmars e Petit si erano accasati a club spagnoli in cambio di grosse somme, problemi anagrafici attanagliavano la storica linea difensiva, con Bould e Winterburn già ritiratisi e Adams e Dixon prossimi a farlo di lì ad un anno. Per sostituirli il tecnico francese puntò sui difensori Sol Campbell, Giovanni van Bronckhorst, Kolo Touré e Lauren e promosse Ashley Cole dalle giovanili alla prima squadra. Il centrocampo fu rinforzato con Robert Pirès e l'attacco con Sylvain Wiltord. La vera stella della squadra era, però, Thierry Henry, adattatosi in fretta e molto bene al calcio inglese.
Il punto di forza dell'Arsenal vincitore del terzo double nel 2001-02 fu senza dubbio l'attacco. I Gunners furono l'unica squadra capace di segnare in ogni partita di campionato e a uscire imbattuta da tutte le trasferte. Dopo una lotta serrata (a febbraio le prime quattro squadre in graduatoria erano nello spazio di tre punti) l'Arsenal si issò in vetta con una sensazionale striscia conclusiva di 13 vittorie di fila, terminando con sette punti di vantaggio sul Liverpool, secondo. L'aritmetica certezza della conquista del titolo arrivò alla penultimata giornata (1-0 contro il Manchester United all'Old Trafford, grazie a una rete di Wiltord). Una settimana prima l'Arsenal aveva messo le mani sulla sua ottava FA Cup battendo il Chelsea per 2-0 con gol di Ray Parlour e Freddie Ljungberg.
Nell'estate del 2002 l'Arsenal vinse anche la sua undicesima Community Shield, contro il Liverpool, per 1-0 grazie al gol del brasiliano Gilberto Silva.
Nel 2002-03 i londinesi divennero la prima compagine in più di vent'anni in grado di rivincere la FA Cup da detentrice. Il successo fu conseguito grazie all'1-0 nella finale contro il Southampton con una marcatura di Pirès. In Premiership l'Arsenal mancò per poco la vittoria finale. Pur ritrovandosi a un certo punto della stagione con otto punti di vantaggio rispetto al Manchester United, la squadra di Wenger calò nettamente di rendimento nelle ultime battute del campionato: pareggiò per 2-2 in casa del Bolton (conduceva per 2-0) e sette giorni più tardi perse per 3-2 ad Highbury contro il Leeds United, lasciando via libera allo United. I Red Devils ebbero la meglio sull'Arsenal anche in Community Shield, dove pareggiarono 1-1 e si imposero ai tiri di rigore grazie agli errori di van Bronckhorst e Pirès.

## GliInvincibilie la finale di Champions League (2003-2006)

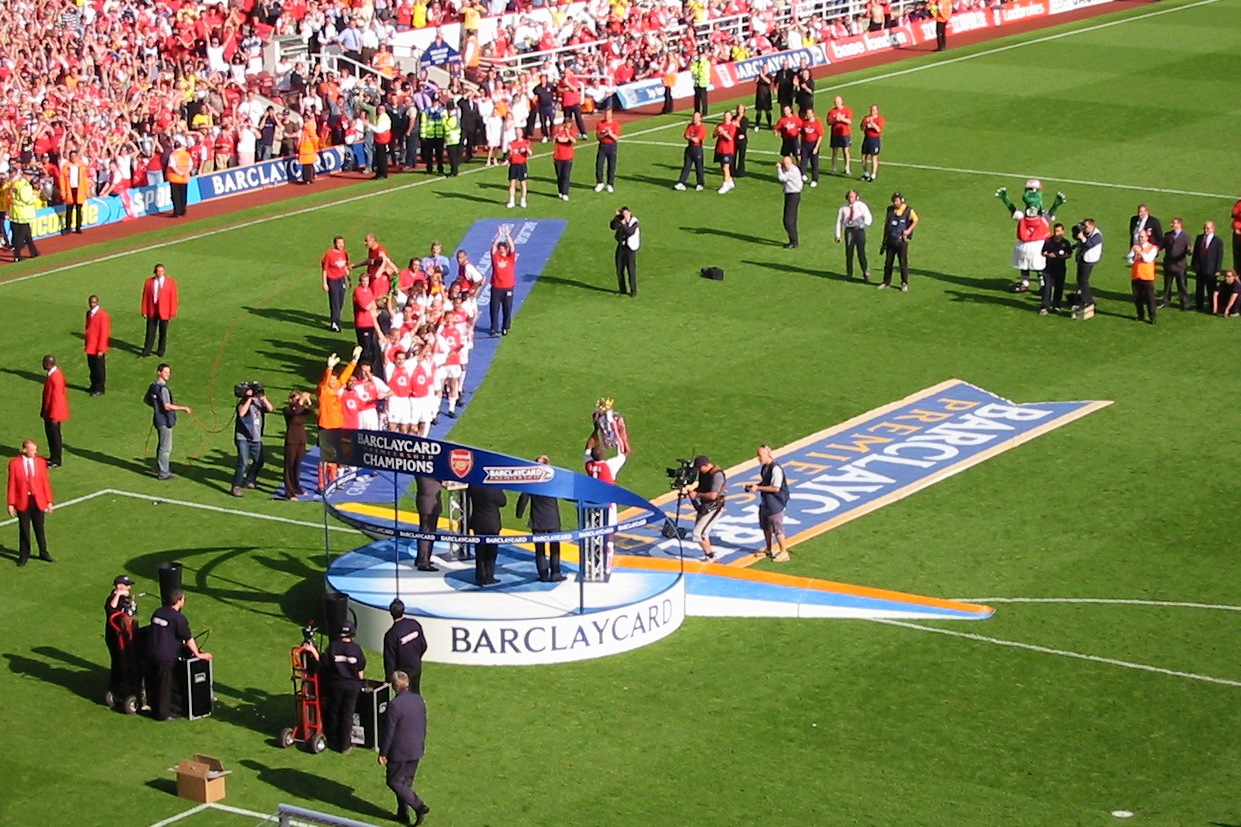
Il capitano dell'Arsenal Patrick Vieira leva al cielo il trofeo della Premier League 2003-04

Seppure dolorosissima, la sconfitta contro il Leeds sarebbe stata l'ultima dell'Arsenal di lì a quasi un anno. Il 2003-04 fu, infatti, una stagione da record per Vieira e compagni, che vinsero il campionato dominando in maniera incontrastata (26 vittorie, 12 pareggi, nessuna sconfitta), distanziando di 11 punti il Chelsea. Grazie anche ai nuovi innesti vincenti di Philippe Senderos, Jens Lehmann, Johan Djourou, Gaël Clichy, Cesc Fàbregas, José Antonio Reyes e Robin van Persie l'Arsenal fu la seconda squadra a riuscire nell'impresa dopo il Preston North End nel 1888-89 (il Preston, però, rimase imbattuto per 22 partite, che allora equivalevano all'intero campionato). Nelle coppe, invece, si assistette alla rivalsa delle avversarie inglesi sull'Arsenal: i Gunners furono sconfitti nei quarti di finale di Champions League e in semifinale di FA Cup rispettivamente dal Chelsea e dal Manchester United, in due partite consecutive. A quel punto la squadra della capitale, che rischiava di finire l'annata senza successi, affrontò il Liverpool e, malgrado lo svantaggio iniziale, riuscì a rimontare, portandosi prima sul 2-1 e poi sul 4-2. Fu Thierry Henry, autore di una tripletta, il grande protagonista dell'incontro. Il pareggio per 2-2 al White Hart Lane contro il Tottenham Hotspur fece il paio con quello del 1971 e sancì il titolo dell'Arsenal.
L'8 agosto 2004, a Cardiff, l'Arsenal si prese la propria rivincita in Community Shield rispetto a un anno prima, sconfiggendo il Manchester United per 3-1 con reti di Gilberto Silva, Reyes e autogol di Silvestre. Per i londinesi si trattava del dodicesimo successo in questa coppa. La stagione 2004-05 vide il Chelsea disputare una stagione da record. La squadra di Wenger si piazzò seconda, 12 punti dietro i Blues, ma riuscì ad estendere la propria imbattibilità fino a 49 partite consecutive, primato per il calcio inglese. Il record fu eguagliato con una vittoria per 5-3 contro il Middlesbrough (l'Arsenal conduceva 3-1 a inizio ripresa) e poi battuto con l'affermazione netta (3-0) contro il Blackburn Rovers. Il 2-0 subito in casa del Manchester United interruppe il filotto ed ebbe ripercussioni sul morale del gruppo, che nel giro di alcune partite abdicò dalla battaglia per il titolo, salvo risollevarsi verso la fine del torneo, quando un crescendo suggellato dal 7-0 all'Everton portò i Gunners al secondo posto. In Champions League l'epilogo fu ancora una volta insoddisfacente: fu il Bayern Monaco a eliminare gli inglesi agli ottavi di finale (3-1 per i tedeschi all'andata a Monaco di Baviera e 1-0 per gli inglesi al ritorno). L'Arsenal non finì, tuttavia, la stagione a mani vuote, perché si aggiudicò la FA Cup per la terza volta negli ultimi quattro anni, battendo per 5-4 ai rigori il Manchester United dopo lo 0-0 dei 120 minuti di gioco.
Parigi, Stade de France, 17 maggio 2006
 Barcellona -  Arsenal 2-1
Marcatori: 37’ Campbell, 76’ Eto'o, 81’ Belletti
BARCELLONA: Valdés; Oleguer (Belletti), Márquez, Puyol, van Bronckhorst; Edmílson (Iniesta), Deco, van Bommel (Larsson); Giuly, Ronaldinho, Eto'o. Allenatore: Rijkaard.
ARSENAL: Lehmann; Eboué, Touré, Campbell, Cole; Pirès (Almunia), Gilberto Silva, Fàbregas (Flamini), Hleb (Reyes); Ljungberg; Henry. Allenatore: Wenger.
Arbitro:  Terje Hauge
Spettatori: 79 500
Ceduto Patrick Vieira alla Juventus nell'estate del 2005, e arrivati Nicklas Bendtner, Aljaksandr Hleb, Abou Diaby, Emmanuel Adebayor e Theo Walcott l'Arsenal del 2005-2006 perse il 7 agosto la finale di Supercoppa di Lega contro il Chelsea, capace di imporsi per 2-1 grazie a una doppietta di Didier Drogba; in campionato, il cattivo ruolino di marcia esterno, che vanificò alcune larghe vittorie interne che pure non erano mancate (5-0 contro l'Aston Villa e 7-0 contro il Middlesbrough), costrinse l'Arsenal a trascorrere gran parte della seconda porzione della stagione al quinto posto o più in basso, tanto che per la prima volta dal 1997 la squadra corse il pericolo di restare fuori dalla Champions League. Poi giunsero tre successi nelle ultime tre giornate, l'ultimo dei quali per 4-2 contro il Wigan in quella che è passata alla storia come l'ultima partita giocata ad Highbury. Proprio la vittoria contro il Wigan, abbinata alla sconfitta del Tottenham Hotspur per opera del West Ham United, significò qualificazione in Champions League per l'Arsenal, che scavalcò in graduatoria gli Spurs, quarti prima del match.
In contrasto con il rendimento in campionato, quello nelle coppe internazionali fu nel 2005-2006 molto più brillante: i Gunners raggiunsero, infatti, la finale di UEFA Champions League per la prima volta nella loro storia, diventando il primo club di Londra a riuscire nell'impresa. Dopo aver vinto il proprio girone senza sconfitte precedendo Ajax, Thun e Sparta Praga (sul terreno dei cechi Thierry Henry realizzò due gol che lo proiettarono in cima alla classifica dei marcatori di tutti i tempi del club), l'Arsenal eliminò Real Madrid (prima squadra inglese a sconfiggere il Real al Bernabéu), Juventus e Villarreal, per un totale di dieci partite senza subire reti, un primato per la competizione. Nella finale dello Stade de France di Parigi il club londinese si vide opposto al Barcellona e rimase in dieci uomini per l'espulsione, nel primo tempo, del portiere Jens Lehmann. La formazione di Wenger passò in vantaggio con Sol Campbell (colpo di testa su calcio di punizione al 37º minuto), ma, a dispetto di una strenua difesa, cadde sotto i gol di Samuel Eto'o e Juliano Belletti negli ultimi minuti. Il Barcellona vinse per 2-1 e sollevò il trofeo.

## L'Arsenal all'Emirates Stadium (2006-oggi)
L'Arsenal riscosse molti successi negli anni novanta e duemila, ma la capienza di Highbury era limitata a soli 38 500 posti nell'era post-rapporto Taylor. Ogni partita faceva registrare virtualmente il tutto esaurito e il club non riusciva a massimizzare i ricavi della vendita dei biglietti. Quando si stabilì che l'espansione di Highbury era impossibile, nel 1999 l'Arsenal annunciò ufficialmente il piano di trasferimento ad Ashburton Grove. La costruzione cominciò nel dicembre 2002 e nel luglio 2006 aprì i battenti il nuovo Emirates Stadium, pronto per l'inizio della stagione 2006-2007.

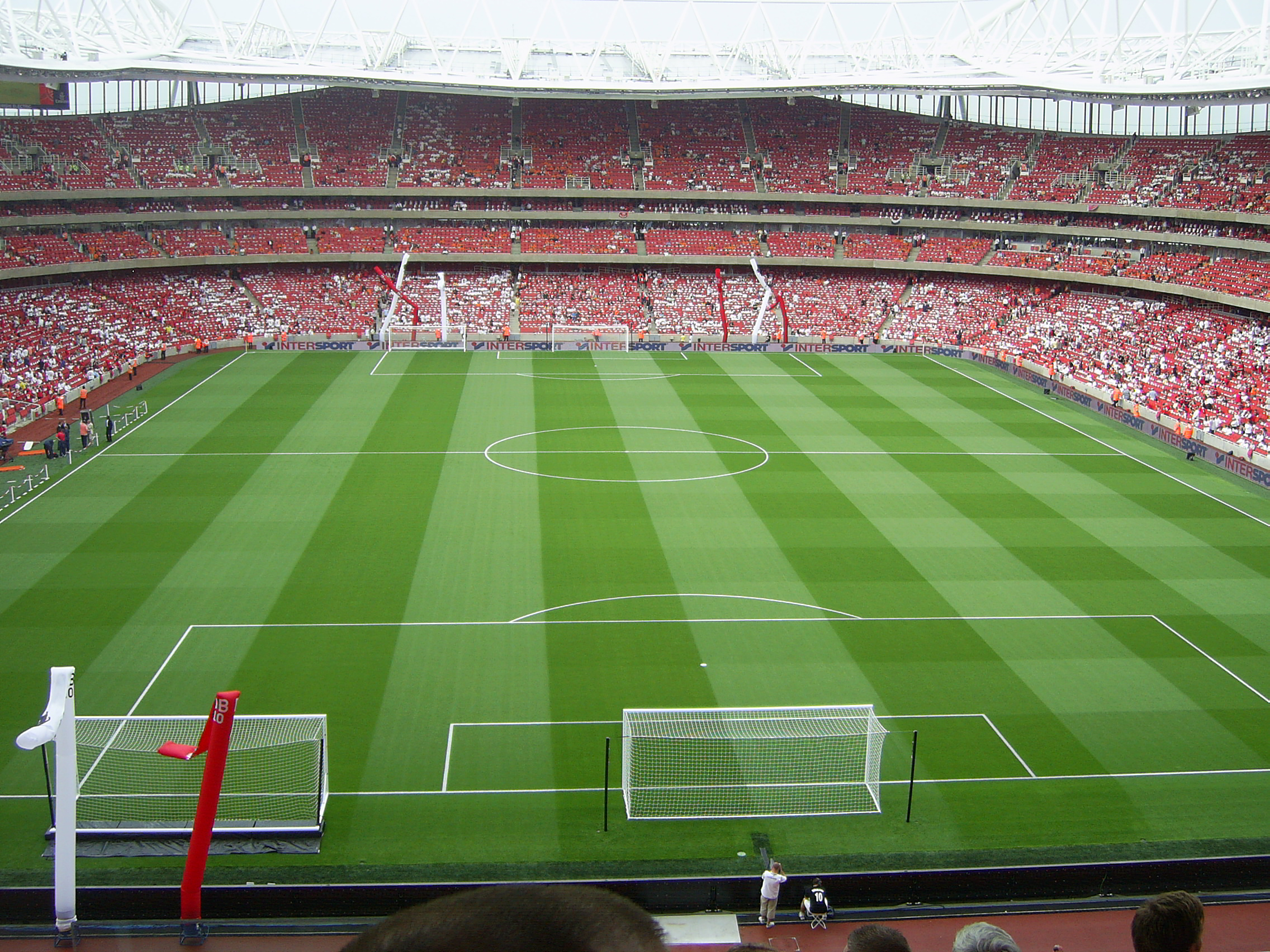
L'Emirates Stadium il 22 luglio 2006, prima della partita tra Arsenal e. Fu il match inaugurale del nuovo impianto e la partita dopo la quale Dennis Bergkamp si ritirò dall'attività agonistica

L'Arsenal iniziò la nuova stagione in malo modo e dopo tre partite si ritrovò al diciassettesimo posto, ma tra settembre e ottobre riuscì a non subire sconfitte e si riprese visibilmente. A novembre, però, raccolse solo quattro punti, spingendo Arsène Wenger a dichiarare che la sua squadra era troppo indietro per poter competere per il titolo. Il rendimento fuori casa fu pessimo (sette partite perse) e alla fine l'Arsenal si classificò quarto, a pari punti con il Liverpool, dopo aver trascorso gran parte della stagione nei primi quattro posti. Con una formazione piena di rincalzi e giocatori delle giovanili, l'Arsenal raggiunse la finale di League Cup, persa per 2-1 contro il Chelsea. Nelle altre competizioni i risultati furono meno scintillanti: in Champions League l'eliminazione giunse agli ottavi di finale contro il PSV (2-1 nel punteggio complessivo), in FA Cup alla ripetizione del quinto turno contro il Blackburn Rovers.
Nel corso del 2007 l'Arsenal divenne oggetto di una possibile offerta pubblica di acquisto di due investitori stranieri. Il primo era il magnate sportivo statunitense Stan Kroenke, che ad agosto 2007 controllava il 12,19% delle azioni del club, acquistate perlopiù da Granada Ventures (filiale della compagnia inglese ITV plc) nell'aprile 2007. La mossa condusse alle dimissioni del vicepresidente dell'Arsenal David Dein, che deteneva il 14,6% del club, il 18 aprile. Ancorché inizialmente si pensasse che questi fosse a favore dell'acquisto da parte di Kroenke, quattro mesi dopo egli vendette la sua quota alla Red & White Holdings, compagnia co-posseduta dal miliardario russo Alisher Usmanov e dal finanziere Farhad Moshiri, di stanza a Londra; in cambio Dein fu eletto presidente della nuova società finanziaria. Il presidente dell'Arsenal Peter Hill-Wood dichiarò che nessuno della dirigenza avrebbe mai ceduto di propria spontanea volontà le proprie quote (45,45% del club in totale) fino ad aprile 2008.
Nell'estate del 2007 i tifosi dovettero fare i conti con la dolorosa partenza di Henry, ceduto al Barcellona per 24 milioni. Restarono solo tre giocatori dell'organico vittorioso nel 2003-04. Wenger poté, tuttavia, fare affidamento su un nugolo di talentuosi giovani come Cesc Fàbregas, Robin van Persie, Emmanuel Eboué, Bacary Sagna e Gaël Clichy e di giocatori esperti come Tomáš Rosický, William Gallas, Júlio Baptista, Manuel Almunia ed Emmanuel Adebayor. L'Arsenal aprì la stagione 2007-2008 molto bene e rimase imbattuto fino ai primi di dicembre per un totale, nell'anno solare, di 28 risultati utili consecutivi in tutte le competizioni, da aprile a novembre 2007.
A primavera, però, accusò un crollo e scivolò dal primo al terzo posto, dove concluse il torneo, a quattro punti dal Manchester United capolista. In molti pensarono che la partita pareggiata per 2-2 in casa del Birmingham City, il 23 febbraio 2008, sia stato l'inizio del calo dell'Arsenal. Da lì in poi, infatti, le speranze di vincere il campionato si spensero gradualmente: giunsero solo due vittorie nelle successive dieci partite per la squadra di Londra. La partita passò agli archivi come quella del grave infortunio subito da Eduardo, che riportò la frattura composta del perone sinistro e la dislocazione della caviglia a causa di un allungo a due piedi del difensore del Birmingham Martin Taylor.
Nelle coppe l'Arsenal non conobbe successi. In Champions League estromise i detentori del Milan agli ottavi di finale, ma fu poi eliminato dal Liverpool ai quarti. Raggiunse pure il quinto turno di FA Cup, dove fu sconfitto dal Manchester United per 4-0 all'Old Trafford. Nella League Cup il suo percorso si fermò in semifinale per la terza stagione consecutiva: il 6-2 complessivo subito dal Tottenham Hotspur fu la prima sconfitta per i Gunners nel North London derby dopo quasi nove anni. Dal 2005 l'Arsenal non riusciva a piazzarsi al secondo posto in almeno una competizione.
Nella stagione 2008-2009 i Gunners raggiunsero il primo posto dopo cinque partite, per poi perdere subito la vetta. L'Arsenal, dopo alcuni risultati negativi che misero a rischio il quarto valevole per la Champions League, risalirono la china e ottennero il quarto posto finale, qualificandosi per i preliminari di Champions League. In FA Cup furono eliminati in semifinale dal Chelsea, mentre in Champions League il cammino fu molto buono: i Gunners eliminarono gli olandesi del Twente ai preliminari, poi giunsero secondi dietro al Porto nel girone G, eliminarono la Roma ai tiri di rigore agli ottavi di finale e il Villarreal ai quarti, ma si arresero in semifinale ai connazionali del Manchester United.
La Premier League 2009-2010 vide l'Arsenal lottare per il titolo fino a poche giornate dalla fine, quando la squadra di Wenger accusò un calo, per poi chiudere terza in classifica. In Champions League i Gunners superarono il preliminare contro il Celtic e conclusero al primo posto il girone H (composto da Olympiacos, AZ Alkmaar e Standard Liegi). Eliminato il Porto agli ottavi (sconfitta per 2-1 in Portogallo e goleada per 5-0 all'Emirates), i Gunners sfidarono ai quarti il forte Barcellona di Messi. Nella gara d'andata giocata in casa, dopo essersi trovati in svantaggio di due gol a causa di doppietta di Ibrahimovic, gli uomini di Wenger recuperarono grazie alle reti di Walcott e Fabregas (calcio di rigore). Nella gara di ritorno l'Arsenal passò in vantaggio con un gol di Bendtner, ma un Messi in grande spolvero realizzò ben quattro reti, eliminando i londinesi dalla Champions. La FA Cup fu avara di soddisfazioni per l'Arsenal, che fu eliminato ai sedicesimi di finale dallo Stoke City.

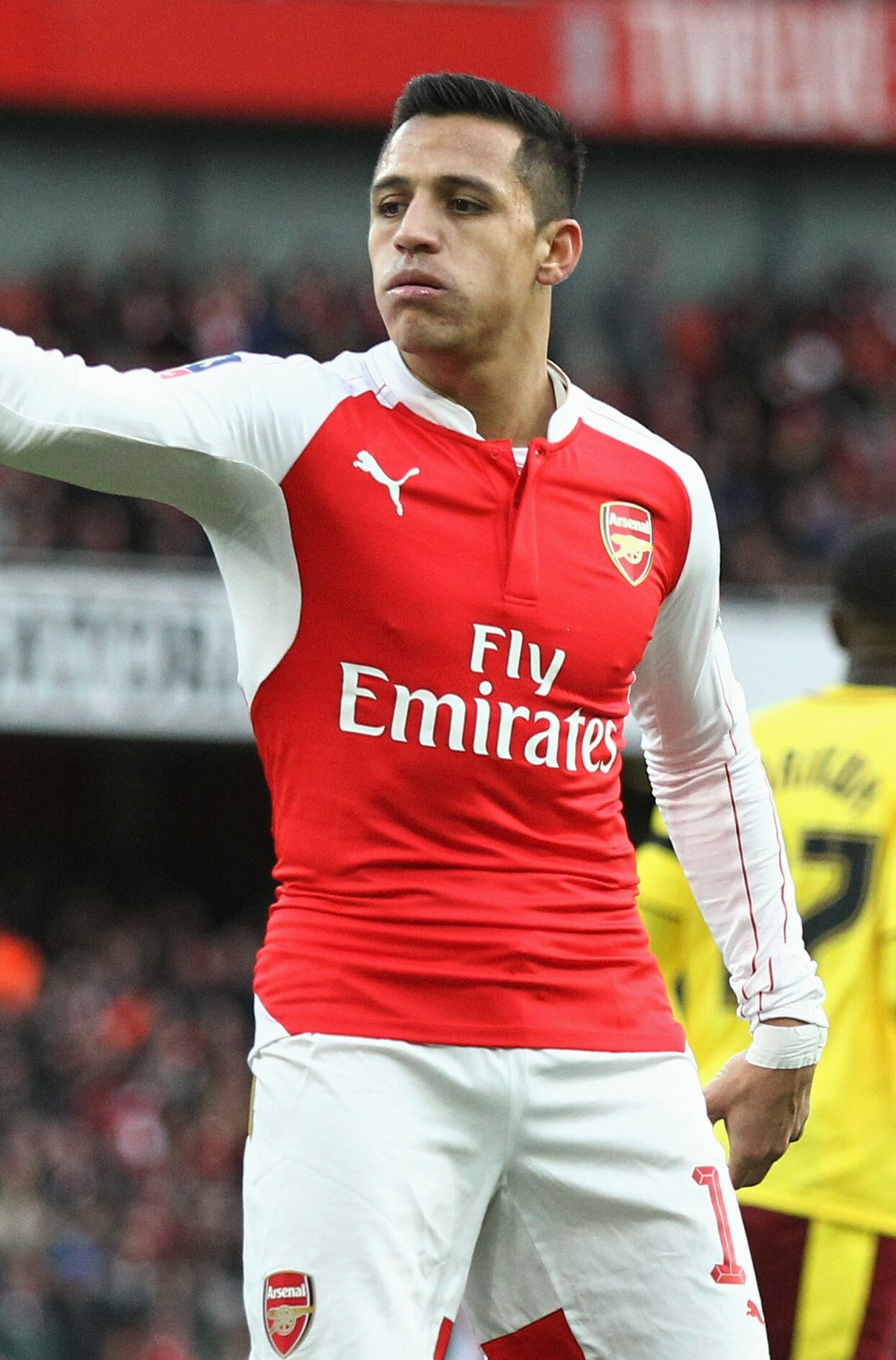
Alexis Sánchez con la maglia dell'Arsenal nel 2016

Nella Premier League 2010-2011 l'Arsenal disputò un buon girone di andata e verso febbraio arrivò a un solo punto dal Manchester United capolista, ma un crollo nel periodo marzo-aprile (appena una vittoria) infranse il sogno di vincere il titolo e fece scivolare i Gunners al quarto posto, costringendoli ai preliminari di Champions League. In Champions League i londinesi superarono a fatica il girone H al secondo posto dietro allo Šachtar e davanti al Braga. Agli ottavi l'Arsenal dovette affrontare nuovamente il Barcellona. Nella gara d'andata giocata in casa, pur passato in svantaggio per via di un gol di Villa, il club di Londra riuscì nell'impresa di vincere grazie alle reti di Van Persie e Aršavin. Nella gara di ritorno al Camp Nou passò in svantaggio a causa di un gol di Messi nei minuti di recupero del primo tempo, ma riuscì a pareggiare grazie ad un autogol di Sergio Busquets. Ciononostante, l'incontro terminò con il risultato di 3-1 per via dei gol, nel secondo tempo, di Xavi e Messi (rigore). In questa stagione l'Arsenal andò ad un passo dal vincere la Coppa di Lega, persa in finale contro il Birmingham City, andato in gol all'89'. Proprio in questa partita iniziò la crisi dell'Arsenal in campionato. In FA Cup, invece, il club londinese fu eliminato ai quarti di finale dal Manchester United.
La stagione 2011-2012 iniziò con il superamento dei preliminari di Champions League contro l'Udinese. In campionato l'inizio fu disastroso. L'Arsenal raccolse solo 7 punti nelle prime 7 partite, perdendo per 8-2 contro il Manchester United (peggiore sconfitta del club) e rimanendo subito escluso dalla lotta per il titolo. Risalito al quarto posto, approfittò della crisi di risultati del Tottenham terzo in classifica e, grazie al successo contro il West Bromwich, riuscì a centrare alla fine il terzo posto, evitando così una clamorosa esclusione dalla Champions League (infatti il Tottenham quarto non si qualificò alla Champions a causa del trionfo del Chelsea, sesto classificato e ammesso alla Champions League dell'anno successivo a scapito degli Spurs). Proprio in Champions League i Gunners superarono il proprio girone al primo posto e agli ottavi sfidarono il Milan. L'andata giocata a San Siro vide i rossoneri imporsi per 4-0, mentre la gara di ritorno vide i londinesi portarsi sul 3-0 già alla fine del primo tempo. Nonostante le tante occasioni da gol avute nella ripresa, il Milan riuscì a resistere e l'Arsenal fu eliminato per il secondo anno di fila agli ottavi di finale del torneo. In FA Cup la squadra di Wenger fu eliminata agli ottavi dal Sunderland. Degno di nota in questa stagione fu, nel gennaio 2012, il ritorno di Henry, in prestito per due mesi.
Il campionato successivo si rivelò altalenante e complicato, con i Gunners che occuparono per gran parte del torneo il quinto posto. Una serie di risultati positivi nel finale di stagione fece, tuttavia, avanzare l'Arsenal al quarto posto a svantaggio del Tottenham, consentendo al club londinese di qualificarsi alla Champions League per la sedicesima annata consecutiva. In FA Cup il cammino fu ancora una volta insoddisfacente: l'Arsenal fu eliminato agli ottavi di finale dal Blackburn Rovers all'Emirates Stadium. In Champions League il club londinese giunse secondo nel proprio girone dietro lo Schalke 04, qualificandosi così agli ottavi, dove sfiorò l'impresa contro il Bayern Monaco: dopo la sconfitta per 3-1 nella partita di andata all'Allianz Arena, i Gunners rimontarono nel ritorno e a cinque minuti dalla fine del match conducevano con il punteggio di 2-0, ma l'ulteriore gol necessario per centrare la qualificazione non arrivò e per il terzo anno di fila l'Arsenal fu eliminato agli ottavi della massima competizione calcistica continentale.
Nel campionato 2013-2014 la formazione di Wenger guidò a lungo la classifica, ma accusò una flessione nel finale di stagione e terminò la competizione soltanto al quarto posto, qualificandosi comunque alla Champions League per la diciassettesima volta consecutiva. In Champions League fu eliminata agli ottavi di finale, ancora una volta dal Bayern Monaco. Riuscì, però, a porre fine al digiuno di trofei vincendo la Coppa d'Inghilterra, grazie al successo in rimonta a Wembley contro l'Hull City per 3-2 dopo i tempi supplementari. 

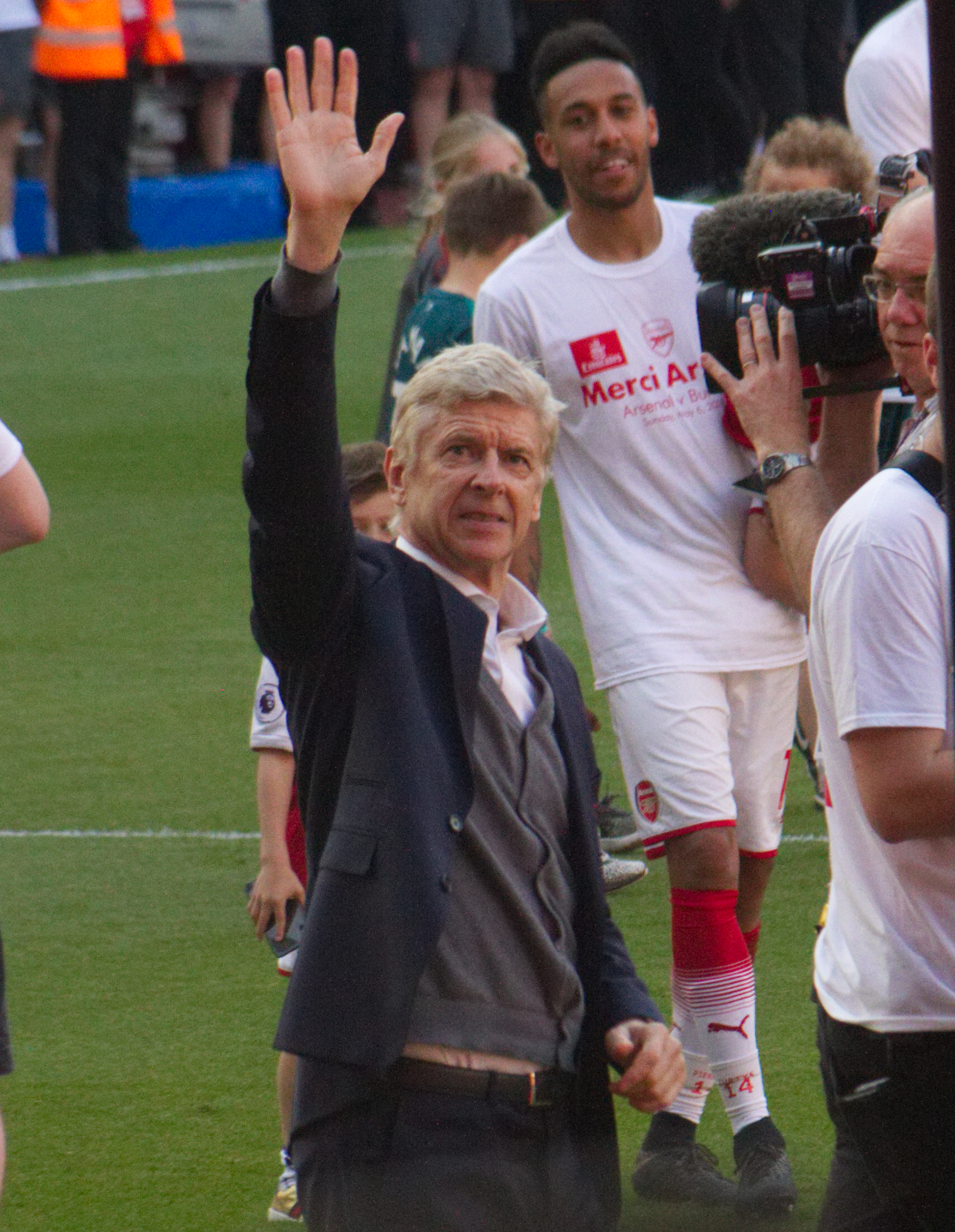
Arsène Wenger, allenatore dell'Arsenal per 22 anni, saluta il pubblico al termine della sua ultima partita casalinga alla guida della squadra, Arsenal- (5-0) del 6 maggio 2018

L'annata 2014-2015 cominciò con la vittoria della Supercoppa d'Inghilterra, la prima dal 2004, grazie al successo per 3-0 contro il Manchester City. In Champions League l'Arsenal fu eliminato ancora agli ottavi di finale, questa volta dai francesi del Monaco (sconfitta per 1-3 all'Emirates Stadium ed inutile vittoria per 2-0 al Louis II), mentre in Premier League chiuse con un altro terzo posto, ottenendo la qualificazione alla Champions League per la diciottesima stagione di fila. Vinse inoltre la FA Cup per la seconda volta consecutiva, battendo in finale l'Aston Villa (4-0).
Nell'annata 2015-2016, segnata dalla partenza di Tomáš Rosický, l'Arsenal partì bene, vincendo la Supercoppa d'Inghilterra per la seconda volta consecutiva (battuto per 1-0 il Chelsea). In campionato si piazzò secondo, scavalcando in classifica il Tottenham all'ultima giornata e ottenendo la qualificazione alla Champions League per la diciannovesima stagione consecutiva, mentre in Champions League fu il Barcellona a spegnere i sogni di gloria dei Gunners agli ottavi di finale, sconfiggendoli sia all'andata all'Emirates Stadium (2-0) sia al ritorno al Camp Nou (3-1).
Nella stagione 2016-2017 l'Arsenal vinse per la tredicesima volta la FA Cup, battendo in finale il Chelsea per 2-1 e diventando così la squadra più titolata nella competizione (Wenger diviene l'allenatore più titolato nella storia del torneo). In Champions League la squadra di Wenger subì un pesante passivo agli ottavi di finale contro il Bayern Monaco, che surclassò gli avversari per 5-1 sia all'andata sia al ritorno. I Gunners non riuscirono, pertanto, a superare gli ottavi di finale del torneo per la settima stagione consecutiva. In campionato la squadra di Londra si piazzò al quinto posto, mancando così la qualificazione alla Champions League per la prima volta dopo vent'anni.
Nell'estate del 2017 l'Arsenal ingaggiò il difensore Sead Kolašinac e l'attaccante Alexandre Lacazette, pagato ben 46,5 milioni di sterline. La stagione 2017-2018 iniziò con la vittoria della Supercoppa d'Inghilterra (4-1 al Chelsea ai tiri di rigore dopo l'1-1 dei 90 minuti). Nel gennaio 2018 i Gunners furono molto attivi nella finestra invernale di calciomercato: lasciarono la squadra una pedina chiave quale Alexis Sánchez, ceduto al Manchester Utd in cambio di Henrix Mxit'aryan, e Olivier Giroud, mentre arrivò Pierre-Emerick Aubameyang, pagato ben 64 milioni di euro. I Gunners giunsero in semifinale di Europa League, dove furono eliminati dall'Atlético Madrid (1-1 a Londra e 1-0 per i madrileni a Madrid), e in finale di Coppa di Lega, dove furono sconfitti per 3-0 dal Manchester City. La squadra, dopo aver perso quattro partite consecutive tra campionato e coppe (non accadeva dal 2002), visse un mese di marzo molto negativo, uscendo sconfitta da cinque partite di campionato su sette. Il 20 aprile 2018, dopo la sconfitta per 2-1 sul campo del Newcastle Utd, Arsène Wenger annunciò la conclusione del proprio rapporto professionale con il club una volta giunti al termine della stagione. I Gunners chiusero al sesto posto in Premier League e Wenger lasciò l'Arsenal dopo ventidue anni.
Nel maggio 2018 la società affidò, con contratto biennale, la panchina dell'Arsenal allo spagnolo Unai Emery, che divenne il secondo allenatore straniero della storia del club dopo Wenger. Sul fronte del calciomercato, arrivarono Bernd Leno, Sōkratīs Papastathopoulos e Lucas Torreira. Il campionato partì con due sconfitte consecutive, seguite da due vittorie e poi da una striscia di 22 partite senza sconfitte in tutte le competizioni, fatto che non avveniva dal novembre 2007. La sequenza si interruppe il 16 dicembre con un rovescio in casa del Southampton, cui fece seguito l'eliminazione al quinto turno di Coppa di Lega contro il Tottenham e una serie di cinque partite di campionato con due vittorie. Eliminata dalla FA Cup al quarto turno dal Manchester United, nel finale di stagione la squadra di Emery subì tre sconfitte consecutive in Premier League contro avversarie alla portata, per poi concludere il torneo con un pareggio e una vittoria che tuttavia non bastarono per andare oltre il quinto posto. In Europa League i Gunners vinsero con autorevolezza il proprio girone e si spinsero sino alla finale di Baku, dove vennero sconfitti per 4-1 dai connazionali del Chelsea.
Il calciomercato dell'estate del 2019 porta all'Arsenal la giovane promessa Nicolas Pépé, pagata ben 72 milioni di sterline, oltre a William Saliba, Kieran Tierney e all'esperto David Luiz. Il 29 novembre 2019, con la squadra ottava in classifica e redice da sette partite di fila senza vittorie, Emery, al termine dell'incontro perso per 2-1 in casa dell'Eintracht Francoforte in Europa League, viene esonerato e rimpiazzato dapprima dall'ex giocatore dei Gunners Fredrik Ljungberg (ad interim) e poi da un altro ex calciatore dell'Arsenal, lo spagnolo Mikel Arteta. Pur sospinta da Aubameyang, autore di 22 reti in 36 presenze in campionato, la squadra chiude la Premier League 2019-2020 all'ottavo posto, peggior piazzamento dal 1995, ma vincendo la FA Cup ottiene un posto nelle competizioni europee. La stagione 2020-2021 si apre con la vittoria della Supercoppa d'Inghilterra (5-4 al Liverpool ai tiri di rigore dopo l'1-1 dei 90 minuti), ma si chiude con un altro ottavo posto in campionato; in Europa League la squadra si ferma in semifinale. Nell'annata successiva i Gunners, dopo un avvio infelice, riescono a recuperare posizioni e paiono lanciati verso l'obiettivo della quarta piazza in classifica, ma un calo nel mese conclusivo del campionato fa scivolare la squadra al quinto posto finale. La stagione 2022-2023, pur condotta per parecchie giornate in testa alla classifica, si chiude con un calo nelle ultime giornate, che consente al Manchester City di recuperare e vincere il titolo, con l'Arsenal che ottiene comunque la qualificazione alla Champions. Nel 2023-2024, rinforzato dagli innesti di Kai Havertz, Declan Rice e Jurriën Timber, l'Arsenal si aggiudica la Supercoppa d'Inghilterra contro il Manchester City ai tiri di rigore e rivaleggia sino all'ultima giornata con i Citizens per la vittoria della Premier League.

### Libri di rilevanza
- (EN) Kevin Connolly, The Official Story of Arsenal's Double Year, Headline Book Publishing, 1998, ISBN 0-7472-7544-0.
- (EN) Xavier Rivoire, Arsene Wenger: The Biography, Aurum Press Ltd, 2007, ISBN 1-84513-276-9.
- (EN) Phil Soar, Martin Tyler, Arsenal, The Official History, Hamlyn, 1989, ISBN 0-600-35871-2.
- (EN) Phil Soar, Martin Tyler, Arsenal the Official Illustrated History 1886 -1996, Hamlyn, 1996, ISBN 0-600-59076-3.
- (EN) Phil Soar, Martin Tyler, The Official Illustrated History of Arsenal, Hamlyn, 2005, ISBN 0-600-61344-5.
- (EN) Jon Spurling, Rebels For The Cause: The Alternative History of Arsenal Football Club, Mainstream, 2004, ISBN 0-575-40015-3.

### Altre letture
- (EN) Bill Day, Arsenal, Macdonald Purnell, 1988, ISBN 0-361-08357-2.
- (EN) David Emery, Gunning for Glory! The Full Story of Arsenal's Victorious 93-94 Season, Simon & Schuster Ltd, 1994, ISBN 0-671-71368-X.
- (EN) Alex Finn, Heroes and Villains, Penguin Books Ltd, 1991, ISBN 0-14-014769-1.
- (EN) Ralf Finn, Arsenal: Chapman to Mee, Hale, 1969, ISBN 0-7091-1068-5.
- (EN) Bob Goodwin, The Pride of North London. The definitive history of Arsenal-Tottenham 'derby' matches, Polar Print Group Ltd, 1997, ISBN 1-899538-04-6.
- (EN) Reg Hayter, The Arsenal Football Book, S Paul, 1971, ISBN 0-09-108280-3.
- (EN) Reg Hayter, The Arsenal Football Book (Board Book), S Paul, 1974, ISBN 0-09-121000-3.
- (EN) Michael Heatley, Ian Welch, Dial House, Mainstream, 1996, ISBN 0-7110-2387-5.
- (EN) Stephen Kelly, The Highbury Encyclopedia.An A-Z of Arsenal FC., 1994, ISBN 1-85158-659-8.
- (EN) Amy Lawrence, Proud to Say that Name : the Marble Hall of Fame, Mainstream Publishing, 1997, ISBN 1-85158-898-1.
- (EN) Richard Lermon, David Brown, The Gunners : Day-To-Day Life at Highbury, Mainstream Publishing, 1998, ISBN 1-84018-039-0.
- (EN) Lydney, Arsenal: The 1996-97 Football Season., Lydney, 1996, ISBN 1-898718-36-9.
- (EN) Jem Maidment, The Official Arsenal 100 Greatest Games, Hamlyn, 2005, ISBN 0-600-61376-3.
- (EN) H. Miller, Arsenal. The Champions Year., Partridge Press, 1990, ISBN 1-85225-122-0.
- (EN) Fred Ollier, Arsenal: A Complete Record 1886-1988, Mainstream, 1988, ISBN 0-907969-41-0.
- (EN) Fred Ollier, Arsenal: A Complete Record 1886-1990, Breedon Books Publishing Co Ltd, 1990, ISBN 0-907969-77-1.
- (EN) Fred Ollier, Arsenal: A Complete Record 1886-1992, Breedon Books Publishing Co Ltd, 1992, ISBN 1-873626-12-6.
- (EN) Rex Pardoe, The Battle of London : Arsenal versus Tottenham Hotspur, T Stacey, 1972, ISBN 0-85468-150-7.
- (EN) Ivan Ponting, Arsenal Player by Player, Hamlyn, 1996, ISBN 0-600-58909-9.
- (EN) David Powter, Arsenal FC : the 25 year record: 1972-73 to 1996-97, Soccer Books Ltd, 1997, ISBN 1-86223-006-4.
- (EN) Anton Rippon, The Story of Arsenal, Moorland Publishing, 1981, ISBN 0-86190-023-5.
- (EN) Alan Roper, The Real Arsenal Story: In the Days of Gog, Wherry, 2004, ISBN 0-9546259-0-0.
- (EN) Tom Watt, End - 80 Years of Life on Arsenal's North Bank, Mainstream Publishing, 1993, ISBN 1-85158-567-2.
- (EN) Graham Weaver, G12-0 to the Arsenal (and a Goal in Injury Time), Mainstream, 1998, ISBN 1-84018-050-1.
- (EN) Graham Weaver, Gunners' Glory: 14 Milestones in Arsenal's History, Mainstream, 2005, ISBN 1-84018-667-4.